# Platymantis rhipiphalca
Platymantis rhipiphalca es una especie  de anfibios de la familia Ranidae.

## Distribución geográfica
Se encuentra en Papúa Nueva Guinea.  